# Phytocoris fenestratus
Phytocoris fenestratus är en insektsart som beskrevs av Reuter 1909. Phytocoris fenestratus ingår i släktet Phytocoris och familjen ängsskinnbaggar. Inga underarter finns listade i Catalogue of Life.